# 胡志强 (1963年)
胡志强（1963年9月—），男，山西长子人，中华人民共和国政治人物。北京财贸学院（今首都经济贸易大学）工商行政管理系毕业，中共中央党校在职研究生学历，长江商学院高级管理人员工商管理专业硕士。
其父胡富国曾任中共山西省委书记，国务院扶贫开发领导小组副组长等职。

## 生平
1984年9月，胡志强在北京财贸学院工商行政管理系工商行政管理专业学习。1985年12月加入中国共产党。

### 仕途
1988年9月，被分配到国家工商行政管理局工作。1993年，其父胡富国出任山西省省长；当年2月，胡志强被调入成立不久的华晋焦煤公司，任主任科员。1993年9月，任华晋焦煤公司办公室副主任（其间：1994年5月至1995年5月，任山东省牟平县（区）副县（区）长（挂职））。1995年8月，任华晋焦煤公司总经理助理(正处级)。1996年4月，调神华集团公司，任实业开发部副经理兼项目处处长。1998年4月，任神华集团公司实业开发部经理。
2001年11月，挂职任中共陕西省咸阳市委常委、市人民政府副市长。2004年3月，任中共咸阳市委副书记（其间：2002年3月至2005年1月，在中共中央党校在职研究生经济管理专业学习；2003年11月至2005年8月，在长江商学院高级管理人员工商管理专业学习）。2005年11月，任陕西省人民政府副秘书长（正厅级）。2008年2月，任中共榆林市委副书记、代市长、市长。2011年7月，任中共榆林市委书记。2017年4月，任陕西省卫生和计划生育党组书记。

### 落马
2018年6月12日晚上，陕西省纪委监委发布消息：胡志强涉嫌严重违纪违法，目前正接受纪律审查和监察调查。
2018年12月，中纪委宣布给予胡志强开除党籍、开除公职处分；收缴其违纪违法所得；将其涉嫌犯罪问题及所涉款物移送检察机关依法处理，胡志強被控收受財物合計價值人民幣1.04億元左右。